# 映画評論家一覧
映画評論家の五十音順の一覧。

## アメリカ人の映画評論家
- A・O・スコット
- アンドリュー・サリス
- ヴィンセント・キャンビー
- ウェスリー・モリス
- オーウェン・グレイバーマン
- ジーン・シスケル
- ジェイ・コックス
- ジェームズ・エイジー
- ジェームズ・ベラーディネリ
- ジャネット・マスリン
- ジョー・モーゲンスターン
- スティーヴン・ハンター
- トッド・マッカーシー
- パーカー・タイラー
- ピーター・トラヴァース
- ポーリン・ケイル
- ボズレー・クラウザー
- マニー・ファーバー
- リチャード・ローパー
- ロバート・オズボーン (映画史家)

## イギリス人の映画評論家
- マーク・カーモード

## インド人の映画評論家
- タラン・アダルシュ
- ラジーヴ・マサンド

## スウェーデン人の映画評論家
- LiLiCo

## 日本人の映画評論家

### あ
- 青山真治 - 映画監督、『カイエ・デュ・シネマ・ジャポン』批評委員、東京大学元非常勤講師。
- 青山正明
- 赤坂太輔
- 秋本鉄次
- 秋山登
- 浅野潜
- 阿部嘉昭
- 荒木久文
- 晏妮
- 飯島正
- 飯島哲夫
- 池田憲章
- 石坂昌三
- 石原郁子
- 井筒和幸 - 映画監督を兼任
- 稲川方人
- 井上徳士
- 今村太平
- 岩井田雅行
- 岩崎昶 - ドイツ文学者。
- 植草甚一
- 上野昻志
- 宇田川幸洋
- 内田岐三雄
- 内海陽子
- 梅本洋一 - フランス文学者、『カイエ・デュ・シネマ・ジャポン』創刊編集長、元横浜国立大学教授、パリ大学芸術学博士、早稲田大学文学博士。
- 鵜戸口哲尚
- 浦山珠夫
- 江戸木純
- 襟川クロ
- 大久保賢一
- 大黒東洋士
- 大寺眞輔
- 大場正明
- 岡俊雄
- 岡部まり
- おかむら良
- 尾形敏朗
- 荻昌弘
- おすぎ
- 小野耕世

### か
- 柏倉正美
- 快楽亭ブラック_(2代目)
- 加藤幹郎
- 樺沢紫苑
- 河原晶子
- 河原畑寧
- 川本三郎
- 北川冬彦
- 北川れい子
- 木村奈保子
- 黒沢清 - 映画監督、『カイエ・デュ・シネマ・ジャポン』批評委員、東京芸術大学大学院映画研究科教授。
- 久保田明
- 河野基比古
- 粉川哲夫
- こはたあつこ
- 小藤田千栄子
- 小森和子
- 今野雄二

### さ
- 斎藤工
- 斎藤正治
- 斉藤龍鳳
- 佐々木敦
- 佐藤忠男
- 佐藤利明
- 塩田時敏
- 芝山幹郎
- 品田雄吉
- 清水節
- 白井佳夫
- 白石顕二
- 白石雅彦
- 白河清風
- 新保博久
- 杉谷伸子
- 杉山すぴ豊
- 鈴村たけし
- 瀬川裕司
- 添野知生

### た
- 高橋ヨシキ
- 高橋紀子
- 田中純一郎
- 田中千世子
- 田沼雄一
- 田山力哉
- 冨田弘嗣
- 中条省平 - フランス文学者、学習院大学文学部フランス語圏文化学科教授、同大学院人文科学研究科身体表象文化学専攻教授、朝日新聞社書評委員、パリ大学第3期課程文学博士。
- てらさわホーク
- 寺本直未
- 寺脇研
- テリー・天野 (映画ガチンコ兄弟)
- 登川直樹
- ドリー・尾崎 (映画ガチンコ兄弟)

### な
- 中井圭
- 長沢節
- なかざわひでゆき
- 中野翠
- 中村勝則
- 七海見理
- 南部圭之助
- 西村雄一郎
- 西脇英夫（東史朗）
- 野村正昭

### は
- 蓮實重彦 - フランス文学者、東京大学元総長、元立教大学教授、季刊『リュミエール』編集長、パリ大学名誉文学博士。
- 筈見有弘
- 筈見恒夫
- 秦早穂子
- 畑中佳樹
- 服部弘一郎
- バフィー吉川
- 浜村淳
- 春岡勇二
- 樋口尚文
- 樋口泰人 - boid主宰、『カイエ・デュ・シネマ・ジャポン』元編集委員長。
- 日野康一
- 兵頭頼明
- 平野秀朗
- 平山允
- 福岡翼
- 福間健二
- 藤川治水
- 双葉十三郎
- 古田昴生
- 細越麟太郎
- 本間ひろむ

### ま
- 前田秀一郎
- 前田有一
- 増井孝子
- ますだけいこ
- 増田貴光
- 町山智浩
- 松島利明
- 松田政男
- 水野晴郎
- 三留まゆみ
- 南俊子
- 三浦哲哉
- 森卓也
- 森直人
- 盛内政志

### や
- 安井豊
- 柳下毅一郎
- 山口猛
- 山田和夫
- 山田宏一 - フランス文学者
- 山田誠二
- 山根貞男
- 山本恭子
- 淀川長治
- 吉田伊知郎（モルモット吉田）
- 吉村英夫
- 四方田犬彦 - フランス文学者

### わ
- 和久本みさ子
- 渡辺祥子
- 渡辺武信
- 渡部保子